# Isabel Clara Eugenia của Tây Ban Nha
Isabel Clara Eugenia của Tây Ban Nha (tiếng Tây Ban Nha: Isabel Clara Eugenia de España; 12 tháng 8 năm 1566 - 1 tháng 12 năm 1633) là nhà cai trị của Hà Lan thuộc Tây Ban Nha ở Vùng đất thấp và phía bắc nước Pháp hiện đại, cùng với chồng là Albrecht VII của Áo. Trong một số nguồn, bà được gọi là Clara Isabel Eugenia. Khi sinh ra, Isabel là một Infanta của Tây Ban Nha và Bồ Đào Nha.
Triều đại của Isabel và Albrecht được coi là Thời kỳ hoàng kim của Hà Lan thuộc Tây Ban Nha, chứng kiến sự hồi sinh của nền kinh tế và nghệ thuật sau khi hòa bình được ký kết với Cộng hòa Hà Lan ly khai. Isabel là một trong những người phụ nữ quyền lực nhất ở châu Âu vào thế kỷ 16 và 17.

## Tiểu sử

### Tuổi thơ

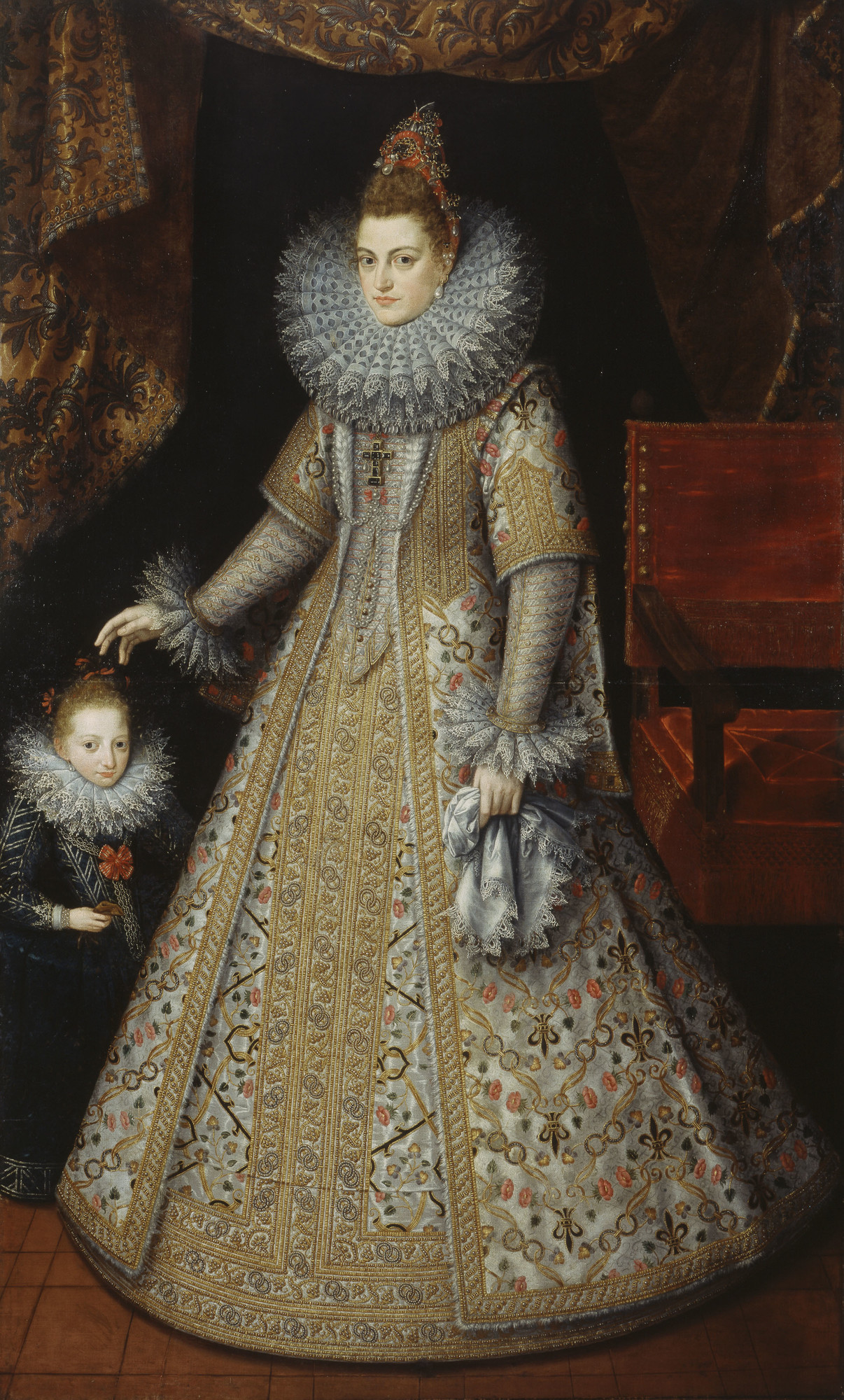
Isabel và người lùn, c.1599

Isabel Clara Eugenia của Áo được sinh ra tại Cung điện Valsaín, Segovia vào ngày 12 tháng 8 năm 1566, là con gái của Felipe II của Tây Ban Nha và người vợ thứ ba Élisabeth của Valois.
Cha của bà là Felipe II, được cho rằng rất vui mừng khi vương nữ được sinh ra, nhưng tuyên bố rằng ông sẽ hạnh phúc hơn cả khi một người con trai chào đời. Felipe đã có một người thừa kế nam, Carlos, Thân vương xứ Asturias, người con của cuộc hôn nhân đầu tiên với Maria Manuela của Bồ Đào Nha. Nhưng do bệnh tâm thần và sự bất ổn về cảm xúc của Vương tử, hai người chưa bao giờ phát triển mối quan hệ thân thiết và thường xuyên sống trong xung đột với nhau.
Isabel được rửa tội bởi Juan Bautista Castaneo, Sứ thần Tòa Thánh, người sau này là Giáo hoàng Urbano VII. Cha đỡ đầu của Isabel là người chú Johann của Áo. Tên của bà Isabel Clara Eugenia được đặt tên theo mẹ (Élisabeth trong tiếng Tây Ban Nha là Isabel), ngày sinh của vương nữ và lòng sùng kính Thánh Eugenio, người mà Felipe II đã chuyển thi thể một năm trước từ Thánh Dionysius của Paris đến Toledo với sự giúp đỡ của mẹ bà thông qua em trai là Charles IX của Pháp.
Mẹ của Isabel ban đầu được hứa hôn với Don Carlos, nhưng những rắc rối chính trị bất ngờ đòi hỏi phải kết hôn với Felipe. Bất chấp sự chênh lệch tuổi tác đáng kể giữa họ, Felipe vẫn rất gắn bó với Élisabeth, luôn ở gần bên cạnh bà ngay cả khi bà bị bệnh đậu mùa. Lần mang thai đầu tiên của Élisabeth vào năm 1564 kết thúc trong một lần sảy thai của hai người con gái sinh đôi. Sau đó, Élisabeth hạ sinh Isabel Clara Eugenia vào ngày 12 tháng 8 năm 1566 và sau đó là em gái của Isabel, Catalina Micaela vào ngày 10 tháng 10 năm 1567. Tuy nhiên, Élisabeth sảy thai một cô con gái vào năm 1568 và qua đời cùng ngày.
Isabel lớn lên cùng em gái, được cha và mẹ kế Anna của Áo, người vợ thứ tư của Felipe yêu thương. Cuối cùng Felipe có năm người con với Anna, tất cả đều qua đời khi còn nhỏ ngoại trừ người thừa kế, Felipe III. Mặc dù có thể tàn nhẫn trong việc cai trị, Felipe II thường được miêu tả là rất yêu thương các con gái, có rất nhiều lá thư chứng minh tình cảm sâu sắc của ông dành cho các con khi mỗi lá thư đều được kí tên trìu mến "Người cha tốt của con".

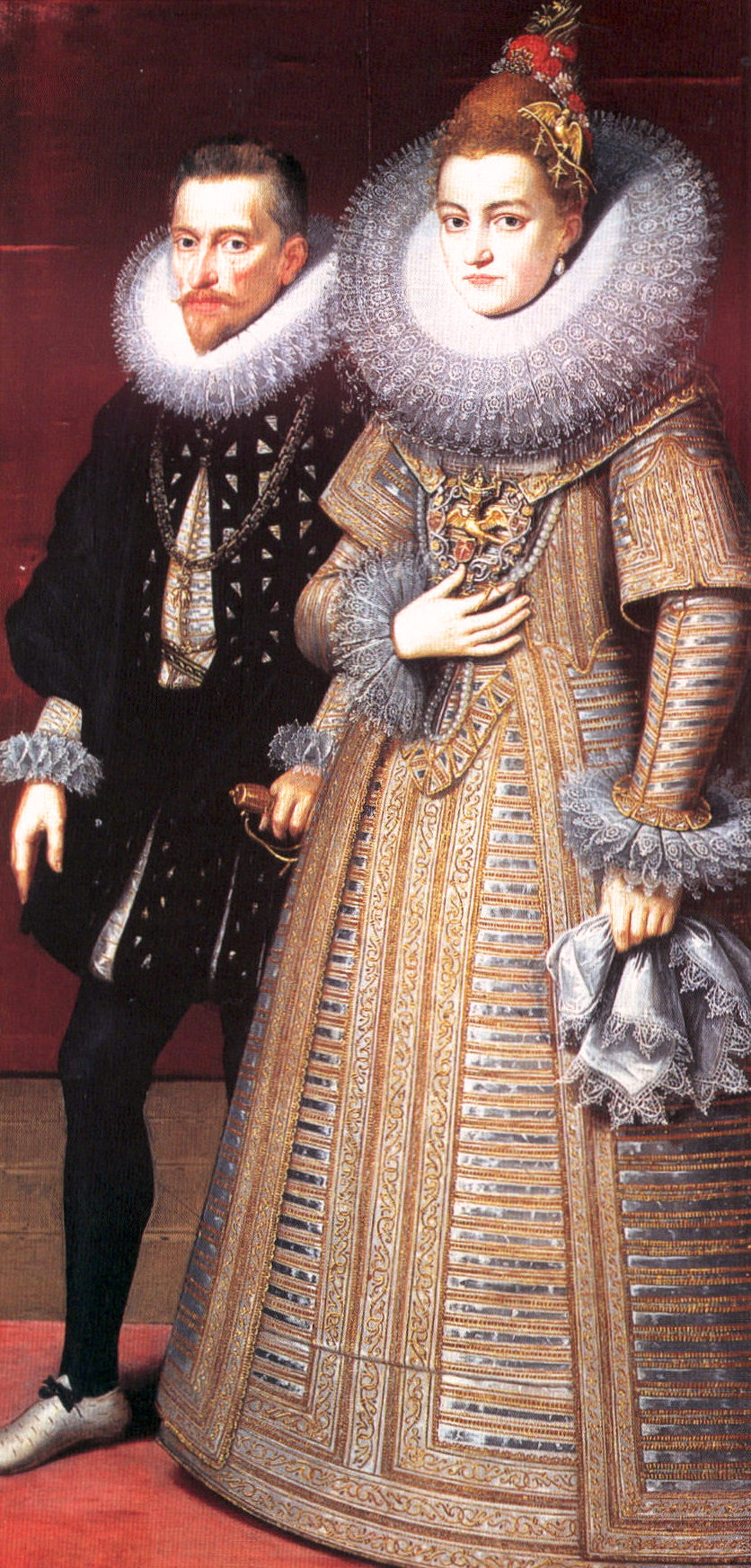
Isabel Clara Eugenia Đại vương công Áo Albrecht

### Tuổi trẻ
Isabel và Catalina được nuôi dưỡng dưới sự chăm sóc của Margarita de Cardona, nữ quan của mẹ kế, và một số nữ quan của mẹ họ như Claude de Vineulx. Cả hai chị em đều được mô tả là thông minh và nhận thức rõ về địa vị xã hội cao của mình.
Isabel có nền giáo dục rất tốt. Các môn học của vương nữ có thể bao gồm cách ứng xử tốt, Toán học và các ngôn ngữ Hà Lan, Pháp và Ý bên cạnh tiếng bản địa Tây Ban Nha. Họa sĩ nổi tiếng Sofonisba Anguissola, người từng là họa sĩ của triều đình vào thời điểm đó, đã ảnh hưởng đến các tác phẩm nghệ thuật của Infanta. Isabel cũng là người duy nhất mà Felipe cho phép giúp ông làm việc, phân loại giấy tờ và dịch tài liệu tiếng Ý sang tiếng Tây Ban Nha. Isabel vẫn gần gũi với cha mình cho đến khi ông qua đời vào ngày 13 tháng 9 năm 1598, và là người chăm sóc chính trong suốt ba năm cuối đời khi ông bị bệnh gút và thường xuyên lâm bệnh.

### Ứng cử viên cho ngai vàng nước Pháp
Sau khi chú của Isabel là Henri III của Pháp bị ám sát bởi một tu sĩ trẻ cuồng tín Jacques Clément vào ngày 2 tháng 8 năm 1589, Felipe II đã đòi ngai vàng Pháp cho Isabel bất chấp luật Salic của Pháp cấm việc kế vị cùng huyết thống.
Dù sao đi nữa, Élisabeth đã từ bỏ mọi yêu sách đối với vương miện Pháp khi Isabel kết hôn với vua Tây Ban Nha. Tuy nhiên, Quốc hội Paris, được nắm quyền bởi đảng Công giáo, đã đưa ra phán quyết rằng Isabel là "quân chủ hợp pháp" của Pháp. Nhà lãnh đạo Huguenot, Enrique III của Navarra, người kế vị thực sự theo luật thừa kế truyền thống của Pháp, cuối cùng đã tuyên bố giành ngôi, cải đạo sang Công giáo và lên ngôi vào năm 1594.

### Ứng cử viên cho ngai vàng nước Anh
Sau vụ hành quyết Mary I của Scotland năm 1587, Isabel được đề cử là ứng cử viên Công giáo kế vị Elizabeth I vì Isabel là hậu duệ hợp pháp của John xứ Gaunt (không giống như nhà Tudor) và cha bà là Felipe II từng là Quốc vương jure uxoris của Anh.

## Hôn nhân
Từ năm 1568, khi mới hai tuổi, Isabel Clara Eugenia đã hứa sẽ kết hôn với anh họ của mình là Rudolf II, Hoàng đế La Mã thần thánh (18 tháng 7 năm 1552 - 20 tháng 1 năm 1612), con trai của Hoàng đế Maximilian II và dì María. Tuy nhiên, Isabel Clara Eugenia phải chờ hơn 20 năm trước khi Rudolf tuyên bố rằng ông không có ý định kết hôn với bất kỳ ai.
Felipe quyết định nhượng lại Hà Lan thuộc Tây Ban Nha cho Isabel với điều kiện phải kết hôn với anh họ là Albrecht VII của Áo. Ông là em trai vị hôn phu cũ của Isabel là cựu phó vương. Họ sẽ cùng nhau cai trị Hà Lan và được hậu duệkế vị theo chế độ thừa kế theo huyết thống ưu tiên nam giới, nhưng nếu một người phụ nữ kế vị thì sẽ phải kết hôn với Quốc vương Tây Ban Nha hoặc người do Quốc vương Tây Ban Nha lựa chọn. Nó được quy định rằng nếu họ không có con, Hà Lan sẽ trở về với Quốc vương Tây Ban Nha sau khi một trong hai người qua đời.
Vì Albrecht là Tổng giám mục Toledo, ông phải được Giáo hoàng Clemente VIII giải thoát khỏi các cam kết tôn giáo trước khi đám cưới có thể diễn ra. Ngay trước khi Felipe II qua đời vào ngày 13 tháng 9 năm 1598, ông đã từ bỏ ngai vàng của Hà Lan để ủng hộ Isabel và vị Albrecht. Giáo hoàng cử hành lễ kết hôn bằng nghi lễ đại diện vào ngày 15 tháng 11 tại Ferrera. Vào ngày 18 tháng 4 năm 1599, Isabel khi đó 33 tuổi kết hôn với Albrecht tại Valencia. Họ có ba người con qua đời khi còn rất nhỏ, vào các năm 1605, 1607 và 1609.

## Hà Lan thuộc Tây Ban Nha
Bắt đầu từ năm 1601, Isabel và vị Albrecht cai trị Hà Lan thuộc Tây Ban Nha cùng nhau. Triều đại của họ là giai đoạn quan trọng trong lịch sử Hà Lan thuộc Tây Ban Nha. Sau khi Albrecht qua đời, Isabel được bổ nhiệm làm Thống đốc Hà Lan thay mặt cho Quốc vương Tây Ban Nha. Isabel được kế nhiệm chức vị Thống đốc bởi Hồng y-Infante Ferdinand của Áo, con trai thứ ba của người em cùng cha khác mẹ vào năm 1633.

### Chính sách đối ngoại
Nửa đầu triều đại của Albert và Isabel bị chi phối bởi chiến tranh. Sau khi những lời đề nghị với Các tỉnh thống nhất và Nữ vương Elizabeth I của Anh không thành công, chính sách của nhà Habsburg ở Vùng đất thấp nhằm vào việc giành lại thế chủ động về quân sự và cô lập Cộng hòa Hà Lan. Chiến lược này là buộc các đối thủ phải ngồi vào bàn hội nghị và đàm phán từ vị thế mạnh hơn.
Để theo đuổi mục tiêu và đưa chương trình nghị sự chính trị của họ đến với tất cả các tầng lớp xã hội Vlaanderen, Albrecht và Isabel sử dụng các phương tiện truyền thông đa dạng nhất. Nghệ thuật thị giác, theo phong cách baroque phổ biến sau Phong trào Phản Cải cách là công cụ hoàn hảo. Điều này, cùng với cơ cấu chính trị của thời kỳ đó, biến triều đình của Đại công tước tại Brussels trở thành một trong những trung tâm chính trị và nghệ thuật hàng đầu ở châu Âu vào thời điểm đó.
Nơi đây trở thành nơi thử nghiệm cho các kế hoạch châu Âu của quân chủ Tây Ban Nha, một nơi chứa đầy những người thuộc mọi thành phần: từ nghệ sĩ và nhà ngoại giao đến những kẻ đào ngũ, gián điệp và kẻ phản bội ăn năn, từ những người xưng tội Tây Ban Nha, cố vấn người Ý, viên chức Bourgogne, nhạc sĩ người Anh, vệ sĩ người Đức đến Quý tộc Bỉ. Brussels trở thành một mắt xích quan trọng trong chuỗi Triều đình Habsburg và các kênh ngoại giao giữa Madrid, Vienna, Paris, London, Lisbon, Graz, Innsbruck, Praha và Den Haag có thể nói là chạy qua đó.
Việc James VI của Scotland lên ngôi với tư cách là James I ở Anh đã mở đường cho một nền hòa bình riêng biệt với Anh. Vào ngày 24 tháng 7 năm 1604, Anh, Tây Ban Nha và Hà Lan đã ký Hiệp ước London. Việc khôi phục hòa bình bị cản trở nghiêm trọng bởi những khác biệt về tôn giáo. Các sự kiện như Âm mưu thuốc súng đã gây ra rất nhiều căng thẳng ngoại giao giữa London và Brussels, nhưng mối quan hệ giữa hai triều đình nhìn chung có xu hướng thân thiện. Anna của Đan Mạch cho chân dung của Isabel trong mặt dây chuyền như một vật kỷ niệm công khai về tình bạn và mối quan hệ họ hàng.
Mối đe dọa về sự cô lập ngoại giao và các chiến dịch của Tướng Ambrogio Spínola đã khiến Cộng hòa Hà Lan chấp nhận lệnh ngừng bắn vào tháng 4 năm 1609. Các cuộc đàm phán tiếp theo giữa các bên tham chiến không đưa ra được một hiệp ước hòa bình, nhưng đã dẫn đến Hiệp định đình chiến Mười hai năm, được thỏa thuận tại Antwerpen vào ngày 9 tháng 4 năm 1609. Theo các điều khoản của Hiệp định đình chiến, Các tỉnh thống nhất được coi là một cường quốc có chủ quyền trong suốt thời gian diễn ra hiệp định đình chiến. Sau bốn thập kỷ chiến tranh, hiệp định đã mang lại một giai đoạn hòa bình rất cần thiết cho Nam Hà Lan.

### Kinh tế

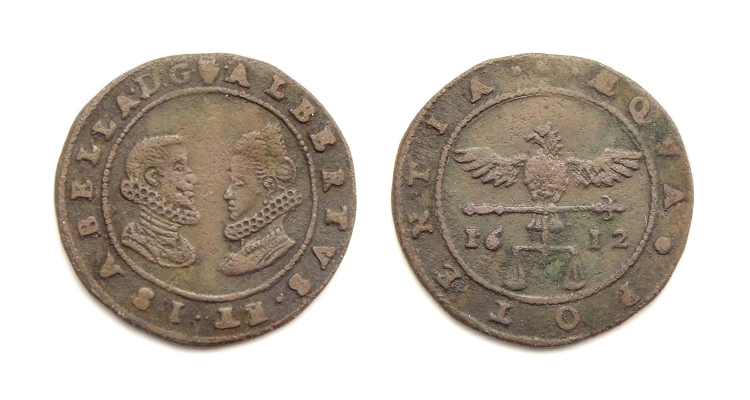
Đồng Jeton có chân dung của Đại vương công Albrecht và Isabel, được đúc tại Antwerpen vào năm 1612.

Thời kỳ Đình chiến mang lại cho Hà Lan thuộc Habsburg một nền hòa bình rất cần thiết, chủ yếu là vì các cánh đồng có thể được canh tác an toàn trở lại. Chế độ Đại vương công khuyến khích khai hoang đất đã bị ngập lụt trong quá trình chiến sự và tài trợ cho việc phá hủy De Moeren, một vùng đầm lầy hiện đang nằm trên biên giới Bỉ-Pháp.
Sự phục hồi của nông nghiệp lần lượt dẫn đến sự gia tăng khiêm tốn về dân số (từ đó là người lao động) sau nhiều thập kỷ mất mát về mặt nhân khẩu học. Công nghiệp và đặc biệt là các ngành thương mại xa xỉ cũng trải qua sự phục hồi, mang lại sự ổn định kinh tế và thịnh vượng đáng kể cho Nam Hà Lan.
Tuy nhiên, thương mại quốc tế bị cản trở bởi việc đóng cửa Sông Scheldt. Chế độ Đại vương công có kế hoạch vượt qua lệnh phong tỏa bằng một hệ thống kênh đào nối Oostende qua Brugge đến Scheldt ở Gent và nối Sông Maas với Sông Rhein giữa Venlo và Rheinberg. Để chống lại tình trạng nghèo đói ở thành thị, chính phủ hỗ trợ việc tạo ra một mạng lưới Monti di Pietà dựa trên mô hình của Ý.

### Tôn giáo

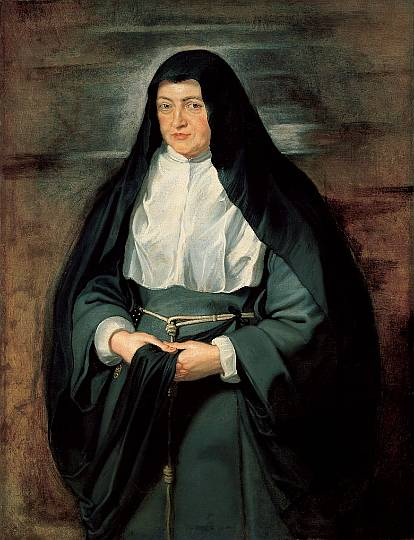
Chân dung Isabel Clara Eugenia khi là nữ tu của Rubens, 1625

Chế độ Đại vương công đảm bảo sự chiến thắng của cuộc Cải cách Công giáo ở Hà Lan thuộc Habsburg. Vào thời điểm đó, hầu hết những người theo đạo Tin lành đã rời khỏi Nam Hà Lan. Sau cuộc hành quyết cuối cùng vào năm 1597, những người còn lại đã không còn bị đàn áp.
Theo các điều khoản của luật được thông qua vào năm 1609, sự hiện diện của họ được dung thứ, miễn là họ không thờ phượng ở nơi công cộng hoặc tham gia vào các hoạt động tôn giáo. Các nghị quyết của Hội đồng Tỉnh Mechlin lần thứ ba năm 1607 cũng được chính thức chấp thuận.
Thông qua các biện pháp như vậy và bằng cách bổ nhiệm một thế hệ giám mục tận tụy, Albrecht và Isabel đã đặt nền móng cho việc tuyên xưng Công giáo trong dân chúng. Các dòng tu mới và cải cách đã nhận được sự ủng hộ đặc biệt của những người cai trị. Mặc dù Đại vương công có một số nghi ngờ về dòng tu, nhưng Dòng Tên đã nhận được khoản tài trợ tiền mặt lớn nhất, cho phép họ hoàn thành các chương trình xây dựng đầy tham vọng ở Brussels và Antwerpen. Dòng Anh Em Hèn Mọn Lúp dài cũng được trao một khoản tiền đáng kể. Việc thành lập các tu viện đầu tiên của Dòng Cát Minh Về Nguồn ở Nam Hà Lan hoàn toàn phụ thuộc vào sáng kiến cá nhân của cặp vợ chồng Đại vương công và chứng minh cho định hướng của Tây Ban Nha trong linh đạo của họ.

### Hệ thống lập pháp
Triều đại của Albrecht và Isabel Clara Eugenia chứng kiến sự củng cố quyền lực của các Vương công tại Habsburg Hà Lan. Quốc hội của các tỉnh trung thành chỉ được triệu tập một lần vào năm 1600. Sau đó, chính phủ thích giải quyết trực tiếp với các tỉnh.
Những năm của Hiệp định đình chiến cho phép chế độ Đại vương công tước ban hành luật về nhiều vấn đề. Ví dụ, Sắc lệnh vĩnh cửu năm 1611 đã cải cách hệ thống tư pháp và mở ra quá trình chuyển đổi từ luật tục sang luật thành văn, cùng với các biện pháp khác liên quan đến các vấn đề tiền tệ, giới quý tộc, đấu kiếm, cờ bạc, v.v.

### Quan hệ với Tây Ban Nha
Hành động của hai nhà cầm quyền đã thúc đẩy sự phát triển của một bản sắc Nam Hà Lan riêng biệt. Tuy nhiên, các con của Albrecht và Isabel qua đời khi còn rất nhỏ, và theo thời gian rõ ràng là họ sẽ không có thêm con cái nữa. Do đó việc giành được độc lập là không thể.

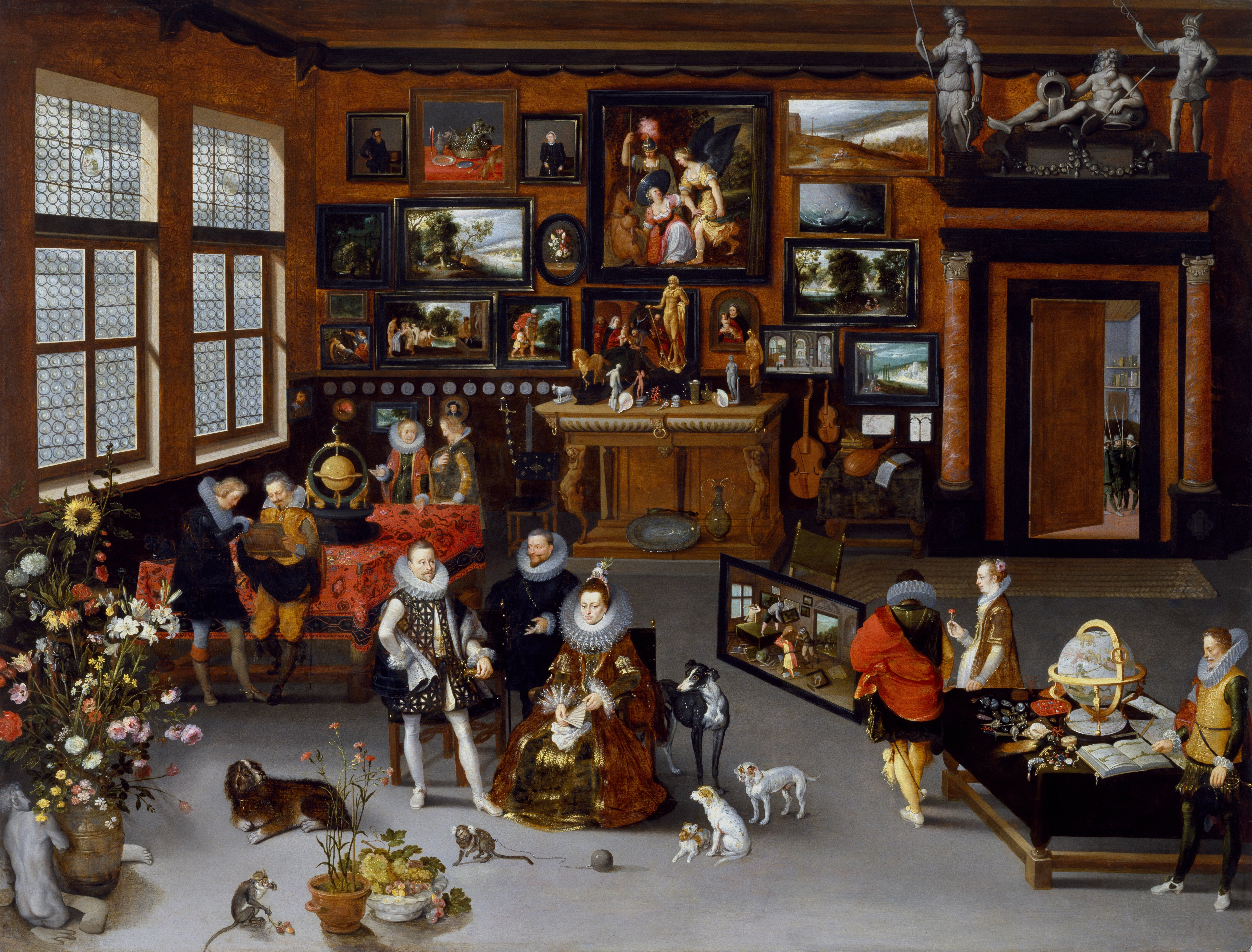
Albrecht và Isabel thăm quan phòng trưng bày nghệ thuật bởi Jan Brueghel Trưởng giả và Hieronymus Francken II.

Sau đó, mục tiêu của Albrecht và Isabel là tái hợp nhất các tỉnh miền Nam vào chế độ quân chủ Tây Ban Nha. Họ củng cố quyền lực của Vương tộc Habsburg trên lãnh thổ Nam Hà Lan và phần lớn đã thành công trong việc hòa giải các tư tưởng chống Tây Ban Nha trước đây. Kết quả là, quốc hội của các tỉnh trung thành tuyên thệ chấp nhận Quốc vương Tây Ban Nha là người thừa kế của Đại Vương công và Đại vương công phu nhân trong một số buổi lễ từ tháng 5 năm 1616 đến tháng 1 năm 1617.

## Qua đời
Sau khi Albrecht mất năm 1621, Isabel gia nhập Dòng Phan Sinh Tại thế nhưng vẫn tiếp tục cai trị thay mặt cho cháu trai là Felipe IV. Với tư cách là Nữ Thống đốc, Isabel xen kẽ những thành công, chẳng hạn như việc chiếm Breda năm 1625, với những thất bại và trở ngại như việc mất Den Bosch năm 1629 và Maastricht năm 1632. Isabel qua đời tại Brussels năm 1633.

## Gia phả
| \| \| \| \| \| \| \| \| \| \| \| 8. Juana I của Castilla \| \| \| \| \| \| \| \| \| \| \| \| \| \| \| \| \| \| \| \| \| \| \| \| \| \| \| \| \| \| \| \| \| \| \| \| \| \| \| \| \| \| \| \| \| \| \| \| \| \| \| 4. Carlos I của Tây Ban Nha \| \| \| \| \| \| \| \| \| \| \| \| \| \| \| \| \| \| \| \| \| \| \| \| \| \| \| \| \| \| \| \| \| \| \| \| \| \| \| \| \| \| \| \| \| \| \| \| \| \| \| \| \| \| \| \| \| \| \| \| 9. Philipp Đẹp trai \| \| \| \| \| \| \| \| \| \| \| \| \| \| \| \| \| \| \| \| \| \| \| \| \| \| \| \| \| \| \| \| \| \| \| \| \| \| \| \| \| \| \| \| \| \| \| \| \| \| \| \| \| \| \| \| \| \| \| \| 2. Felipe II của Tây Ban Nha \| \| \| \| \| \| \| \| \| \| \| \| \| \| \| \| \| \| \| \| \| \| \| \| \| \| \| \| \| \| \| \| \| \| \| \| \| \| \| \| \| \| \| \| \| \| \| \| \| \| \| \| \| \| \| \| \| \| \| \| 10. Manuel I của Bồ Đào Nha \| \| \| \| \| \| \| \| \| \| \| \| \| \| \| \| \| \| \| \| \| \| \| \| \| \| \| \| \| \| \| \| \| \| \| \| \| \| \| \| \| \| \| \| \| \| \| \| \| \| \| \| \| \| \| \| \| \| \| \| 5. Isabel của Bồ Đào Nha \| \| \| \| \| \| \| \| \| \| \| \| \| \| \| \| \| \| \| \| \| \| \| \| \| \| \| \| \| \| \| \| \| \| \| \| \| \| \| \| \| \| \| \| \| \| \| \| \| \| \| \| \| \| \| \| \| \| \| \| 11. María của Aragón và Castilla \| \| \| \| \| \| \| \| \| \| \| \| \| \| \| \| \| \| \| \| \| \| \| \| \| \| \| \| \| \| \| \| \| \| \| \| \| \| \| \| \| \| \| \| \| \| \| \| \| \| \| \| \| \| \| \| \| \| \| \| 1. Isabel Clara Eugenia của Tây Ban Nha \| \| \| \| \| \| \| \| \| \| \| \| \| \| \| \| \| \| \| \| \| \| \| \| \| \| \| \| \| \| \| \| \| \| \| \| \| \| \| \| \| \| \| \| \| \| \| \| \| \| \| \| \| \| \| \| \| \| \| \| 12. François I của Pháp \| \| \| \| \| \| \| \| \| \| \| \| \| \| \| \| \| \| \| \| \| \| \| \| \| \| \| \| \| \| \| \| \| \| \| \| \| \| \| \| \| \| \| \| \| \| \| \| \| \| \| \| \| \| \| \| \| \| \| \| 6. Henri II của Pháp \| \| \| \| \| \| \| \| \| \| \| \| \| \| \| \| \| \| \| \| \| \| \| \| \| \| \| \| \| \| \| \| \| \| \| \| \| \| \| \| \| \| \| \| \| \| \| \| \| \| \| \| \| \| \| \| \| \| \| \| 13. Claude của Pháp \| \| \| \| \| \| \| \| \| \| \| \| \| \| \| \| \| \| \| \| \| \| \| \| \| \| \| \| \| \| \| \| \| \| \| \| \| \| \| \| \| \| \| \| \| \| \| \| \| \| \| \| \| \| \| \| \| \| \| \| 3. Élisabeth của Pháp \| \| \| \| \| \| \| \| \| \| \| \| \| \| \| \| \| \| \| \| \| \| \| \| \| \| \| \| \| \| \| \| \| \| \| \| \| \| \| \| \| \| \| \| \| \| \| \| \| \| \| \| \| \| \| \| \| \| \| \| 14. Lorenzo II de' Medici \| \| \| \| \| \| \| \| \| \| \| \| \| \| \| \| \| \| \| \| \| \| \| \| \| \| \| \| \| \| \| \| \| \| \| \| \| \| \| \| \| \| \| \| \| \| \| \| \| \| \| \| \| \| \| \| \| \| \| \| 7. Caterina de' Medici \| \| \| \| \| \| \| \| \| \| \| \| \| \| \| \| \| \| \| \| \| \| \| \| \| \| \| \| \| \| \| \| \| \| \| \| \| \| \| \| \| \| \| \| \| \| \| \| \| \| \| \| \| \| \| \| \| \| \| \| 15. Madeleine de la Tour d'Auvergne \| \| \| \| \| \| \| \| \| \| \| \| \| \| \| \| \| \| \| \| \| \| \| \| \| \| \| \| \| \| \| \| \| \| \| \| \| \| \| \| \| \| \| |                                         |  |  |  |  |  |  |  |  |                         |  |  |  |
| |                                         |  |  |  |  |  |  |  |  | 8. Juana I của Castilla |  |  |  |
| |                                         |  |  |  |  |  |  |  |  |                         |  |  |  |
| |                                         |  |  |  |  |  |  |  |  |                         |  |  |  |
| |                                         |  |  |  |  |  |  |  |  |                         |  |  |  |
| | 4. Carlos I của Tây Ban Nha             |  |  |  |  |  |  |  |  |                         |  |  |  |
| |                                         |  |  |  |  |  |  |  |  |                         |  |  |  |
| |                                         |  |  |  |  |  |  |  |  |                         |  |  |  |
| |                                         |  |  |  |  |  |  |  |  |                         |  |  |  |
| | 9. Philipp Đẹp trai                     |  |  |  |  |  |  |  |  |                         |  |  |  |
| |                                         |  |  |  |  |  |  |  |  |                         |  |  |  |
| |                                         |  |  |  |  |  |  |  |  |                         |  |  |  |
| |                                         |  |  |  |  |  |  |  |  |                         |  |  |  |
| | 2. Felipe II của Tây Ban Nha            |  |  |  |  |  |  |  |  |                         |  |  |  |
| |                                         |  |  |  |  |  |  |  |  |                         |  |  |  |
| |                                         |  |  |  |  |  |  |  |  |                         |  |  |  |
| |                                         |  |  |  |  |  |  |  |  |                         |  |  |  |
| | 10. Manuel I của Bồ Đào Nha             |  |  |  |  |  |  |  |  |                         |  |  |  |
| |                                         |  |  |  |  |  |  |  |  |                         |  |  |  |
| |                                         |  |  |  |  |  |  |  |  |                         |  |  |  |
| |                                         |  |  |  |  |  |  |  |  |                         |  |  |  |
| | 5. Isabel của Bồ Đào Nha                |  |  |  |  |  |  |  |  |                         |  |  |  |
| |                                         |  |  |  |  |  |  |  |  |                         |  |  |  |
| |                                         |  |  |  |  |  |  |  |  |                         |  |  |  |
| |                                         |  |  |  |  |  |  |  |  |                         |  |  |  |
| | 11. María của Aragón và Castilla        |  |  |  |  |  |  |  |  |                         |  |  |  |
| |                                         |  |  |  |  |  |  |  |  |                         |  |  |  |
| |                                         |  |  |  |  |  |  |  |  |                         |  |  |  |
| |                                         |  |  |  |  |  |  |  |  |                         |  |  |  |
| | 1. Isabel Clara Eugenia của Tây Ban Nha |  |  |  |  |  |  |  |  |                         |  |  |  |
| |                                         |  |  |  |  |  |  |  |  |                         |  |  |  |
| |                                         |  |  |  |  |  |  |  |  |                         |  |  |  |
| |                                         |  |  |  |  |  |  |  |  |                         |  |  |  |
| | 12. François I của Pháp                 |  |  |  |  |  |  |  |  |                         |  |  |  |
| |                                         |  |  |  |  |  |  |  |  |                         |  |  |  |
| |                                         |  |  |  |  |  |  |  |  |                         |  |  |  |
| |                                         |  |  |  |  |  |  |  |  |                         |  |  |  |
| | 6. Henri II của Pháp                    |  |  |  |  |  |  |  |  |                         |  |  |  |
| |                                         |  |  |  |  |  |  |  |  |                         |  |  |  |
| |                                         |  |  |  |  |  |  |  |  |                         |  |  |  |
| |                                         |  |  |  |  |  |  |  |  |                         |  |  |  |
| | 13. Claude của Pháp                     |  |  |  |  |  |  |  |  |                         |  |  |  |
| |                                         |  |  |  |  |  |  |  |  |                         |  |  |  |
| |                                         |  |  |  |  |  |  |  |  |                         |  |  |  |
| |                                         |  |  |  |  |  |  |  |  |                         |  |  |  |
| | 3. Élisabeth của Pháp                   |  |  |  |  |  |  |  |  |                         |  |  |  |
| |                                         |  |  |  |  |  |  |  |  |                         |  |  |  |
| |                                         |  |  |  |  |  |  |  |  |                         |  |  |  |
| |                                         |  |  |  |  |  |  |  |  |                         |  |  |  |
| | 14. Lorenzo II de' Medici               |  |  |  |  |  |  |  |  |                         |  |  |  |
| |                                         |  |  |  |  |  |  |  |  |                         |  |  |  |
| |                                         |  |  |  |  |  |  |  |  |                         |  |  |  |
| |                                         |  |  |  |  |  |  |  |  |                         |  |  |  |
| | 7. Caterina de' Medici                  |  |  |  |  |  |  |  |  |                         |  |  |  |
| |                                         |  |  |  |  |  |  |  |  |                         |  |  |  |
| |                                         |  |  |  |  |  |  |  |  |                         |  |  |  |
| |                                         |  |  |  |  |  |  |  |  |                         |  |  |  |
| | 15. Madeleine de la Tour d'Auvergne     |  |  |  |  |  |  |  |  |                         |  |  |  |
| |                                         |  |  |  |  |  |  |  |  |                         |  |  |  |
| |                                         |  |  |  |  |  |  |  |  |                         |  |  |  |